# Campionati europei di canoa slalom 2009
I Campionati europei di canoa slalom 2009 sono stati la 10ª edizione della competizione continentale. Si sono svolti a Nottingham, in Gran Bretagna, dal 28 al 31 maggio 2009.

## Medagliere
| Pos.   | Paese         | Oro | Argento | Bronzo | Totale |
| ------ | ------------- | --- | ------- | ------ | ------ |
| 1      | Slovacchia    | 3   | 2       | 0      | 5      |
| 2      | Gran Bretagna | 2   | 1       | 1      | 4      |
| 3      | Rep. Ceca     | 2   | 0       | 0      | 2      |
| 4      | Italia        | 1   | 0       | 0      | 1      |
| 5      | Francia       | 0   | 4       | 3      | 7      |
| 6      | Germania      | 0   | 1       | 3      | 4      |
| 7      | Polonia       | 0   | 0       | 1      | 1      |
| Totale | Totale        | 8   | 8       | 8      | 24     |

## Podi

### Uomini
| Evento              | Oro                                                                                                  | Punti  | Argento | Punti  | Bronzo | Punti  |
| Canoa C-1           | Michal Martikán                                                                                      | 95,66  | Alexander Slafkovský                                                                                       | 96,26  | Jan Benzien                                                                                                 | 97,51  |
| Canoa C-1 a squadre | Rep. Ceca Jan Mašek Tomáš Indruch Stanislav Ježek                                                    | 98,11  | Francia Tony Estanguet Denis Gargaud Chanut Nicolas Peschier                                               | 98,52  | Germania Sideris Tasiadis Jan Benzien Nico Bettge                                                           | 99,10  |
| Canoa C-2           | Slovacchia Pavol Hochschorner Peter Hochschorner                                                     | 101,20 | Francia Damien Troquenet Mathieu Voyemant                                                                  | 103,52 | Gran Bretagna Tim Baillie Etienne Stott                                                                     | 104,37 |
| Canoa C-2 a squadre | Rep. Ceca Tomáš Máder / David Mrůzek Jaroslav Pospíšil / Marek Jiras Jaroslav Volf / Ondřej Štěpánek | 111,22 | Gran Bretagna Tim Baillie / Etienne Stott David Florence / Richard Hounslow Daniel Goddard / Colin Radmore | 112,17 | Polonia Marcin Pochwała / Piotr Szczepański Patryk Brzeziński / Dariusz Chlebek Grzegorz Wójs / Paweł Sarna | 118,30 |
| Kayak K-1           | Daniele Molmenti                                                                                     | 92,49  | Boris Neveu                                                                                                | 92,93  | Julien Billaut                                                                                              | 93,43  |
| Kayak K-1 a squadre | Gran Bretagna Campbell Walsh Richard Hounslow Huw Swetnam                                            | 94,62  | Germania Tim Maxeiner Alexander Grimm Sebastian Schubert                                                   | 94,70  | Francia Fabien Lefèvre Boris Neveu Julien Billaut                                                           | 94,80  |

### Donne
| Evento              | Oro                                                        | Punti  | Argento                                                    | Punti  | Bronzo                                                       | Punti  |
| Kayak K-1           | Elena Kaliská                                              | 104,24 | Émilie Fer                                                 | 105,60 | Mathilde Pichery                                             | 107,56 |
| Kayak K-1 a squadre | Gran Bretagna Lizzie Neave Louise Donington Laura Blakeman | 108,63 | Slovacchia Jana Dukátová Elena Kaliská Gabriela Stacherová | 110,46 | Germania Jennifer Bongardt Melanie Pfeifer Jasmin Schornberg | 113,43 |